# Museu do Semiárido Nordestino da UFCG
O museu interativo do semiárido é um museu destinado a reunir informações sobre o clima que prevalece em boa parte do Nordeste brasileiro, sendo brigado na UFGC. Inaugurado em 2007, seu acervo conta com  painéis explicativos, peças em cerâmica, madeira, couro, fibras e metal que resultam em peças, equipamentos, máquinas, mobiliários, vestimentas, utensílios do fazer diário e das pequenas indústrias rurais.